# Barbara Kieżun
Barbara Kieżunówna ps. „Maria” (ur. 5 grudnia 1926 w Toruniu, zm. wrzesień 1944?) – sanitariuszka w powstaniu warszawskim.
Była uczennicą tajnych kompletów licealnych. Podczas okupacji jej rodzice mieszkali w Warszawie, działali w SZP-ZWZ-AK. Ich mieszkanie było punktem kontaktowym. Barbara także działała w konspiracji. Została przeszkolona w służbie sanitarnej i łączności, w powstaniu warszawskim przydzielono ją do zgrupowania „Krybar” oddziału „Elektrownia” na Powiślu.
Zaginęła bez wieści w czasie walk na Powiślu w dniach 4–6 września 1944 roku.